# كفر عبيد
كفر عبيد  قرية سوريّة تتبع إداريّاً لمحافظة حلب منطقة جبل سمعان ناحية تل الضمان، بلغ تعداد سكانها 1,943 نسمة حسب التعداد السكاني لعام 2004.